# إدموند كورنفيلد
إدموند كارل كورنفيلد (24 فبراير 1919 - 22 يونيو 2012) هو عالم كيمياء عضوية أمريكي كرّس حياته للبحث عن أدوية جديدة. ويجدر ذكر اكتشافه الرائد لمضاد حيوي بمساعدة فريقه لما سُمي لاحقًا فانكوميسين.